# Nerf Herder
Nerf Herder és una banda de rock estatunidenca de Santa Bàrbara, Califòrnia, formada el 1994 per Parry Gripp (veu, guitarra), Charlie Dennis (baix) i Steve Sherlock (bateria). Es descriuen a si mateixos com una "banda geek rock", i són coneguts per cançons simplistes d'estil punk-modern amb freqüència humorística, juvenil, i per les referències a la cultura pop de les lletres. Són els inventors del subgènere musical "nerdcore", una referència a les bandes d'Oxnard que s'anomenaven "Nard"-core, que Gripp va actualitzar a mitjans dels anys 90 per explicar Nerf Herder i les seves influències nerd.
El seu senzill "Van Halen" de 1997, un homenatge a la banda del mateix nom, va rebre una emissió radiofònica important i va donar lloc al seu primer acord discogràfic important amb Arista Records. També van compondre i interpretar el tema musical de la sèrie de televisió Buffy the Vampire Slayer.

## Història
Nerf Herder va ser format a Santa Bàrbara el 1994 per Parry Gripp (veu, guitarra), Charlie Dennis (baix) i Steve Sherlock (bateria). Dennis va deixar la banda després del llançament del seu àlbum de debut homònim, i va ser substituït primer per Pete Newbury, amb Dave Ehrlich també unint-se com a segon guitarrista. No obstant això, el període de gira de Newbury amb la banda va ser de curta durada. Va ser substituït breument el 1999 pel baixista Marko 72, i després per Justin Fisher, que tocava el baix i els teclats en dos àlbums (How To Meet Girls & American Cheese).
El 1999, Nerf Herder va demanar a Arista que els alliberés del seu contracte per poder avançar amb un nou disc, How to Meet Girls, amb Honest Don's Records, una filial de Fat Wreck Chords. Un EP especial per a My Records (dirigit per Joey Cape de Lagwagon) titulat My EP es va publicar el 2001 i va ser seguit el 2002 pel seu àlbum American Cheese.
La banda va escriure i interpretar el tema de la sèrie de televisió Buffy the Vampire Slayer (1997). L'abril del 2003, Nerf Herder va aparèixer com a convidat musical a l'episodi de la temporada Buffy "Empty Places", l'última banda que va tocar al Bronze. La seva connexió especial amb la sèrie va ser reconeguda per una mica de diàleg, ja que "Rock City News" va tocar en segon pla:
Kennedy: What kind of band plays during an apocalypse? (Quin tipus de banda toca durant un apocalipsi?)

Dawn: I think this band might actually be one of the signs. (Crec que aquesta banda podria ser un dels senyals.)
El 2003, després de la gira d'American Cheese —en aquell moment Ben Pringle (també de The Rentals durant el 2005-2008) havia substituït Fisher (que havia marxat amistosament al capdavant de la seva pròpia banda, Psoma)- la banda es va desintegrar. No es va anunciar cap escissió oficial, però una publicació de Gripp al lloc web de la banda un temps després va detallar com la majoria dels antics membres de la banda havien aconseguit feines normals. Gripp va fer algunes tasques com a escriptor jingle, cosa que va portar al seu àlbum en solitari del 2005 For those about to shop, We Salute You, un àlbum conceptual de 51 temes que imita diversos estils musicals i se centra en la comercialització de productes.
A finals del 2005, Nerf Herder va fer una tornada per sorpresa, anunciant al seu lloc web que tocaven un grapat de concerts amb la formació original de Gripp, Dennis i Sherlock. Per a la revisió del dia del 7 de maig de 2007 de Gripp, va anunciar que la formació original havia acabat de gravar el seu quart disc, que en aquell moment no tenia cap títol. Gripp va afirmar que volia que el títol fos Brownerton, però aquesta idea va ser declinada. També va afirmar que de les 13 cançons gravades, probablement en triaria 10 per formar part del disc. El juny de 2007, la banda va decidir el títol de Nerf Herder IV, i l'àlbum es va publicar a través d'Oglio Records el 29 d'abril de 2008. Pringle va tornar, i el cantant Linus of Hollywood de l'antiga Size 14 es va unir a la banda en viu (tocant la guitarra i el teclat) a principis del 2008 per a una sèrie d'espectacles de la Costa Oest i una petita gira pel Japó.
El 2014, Nerf Herder va començar a treballar en l'àlbum número cinc, titulat Rockingham, que es va publicar l'11 de març de 2016.
Des del 2019, Nerf Herder ha continuat actuant en directe i actualment està escrivint i enregistrant material nou. El 2020 va haver d'aplaçar concerts per la pandèmia per coronavirus. Una porció de la recaptació del seu concert del 13 de juny va anar a l'organització benèfica Color of Change.

## Origen del nom de la banda
La banda pren el seu nom de la franquícia La guerra de les galàxies. Un "nerf" és un quadrúped domèstic, semblant a un bisó, criat principalment com a greix; per tant, un "pastor nerf" (equivalent a un pastor d'ovelles) no és una ocupació ben considerada, sobretot no per la princesa Leia (Carrie Fisher). A la pel·lícula The Empire Strikes Back (1980), Leia insulta Han Solo (Harrison Ford) per afirmar que té sentiments romàntics per ell:
 "Why you stuck-up, half-witted, scruffy-looking nerfherder!" 

## Membres de la banda
| Actuals membres - Parry Gripp – vocalista, guitarra (1994–2003, 2005–present) - Steve Sherlock – bateria, vocalista (1994–2003, 2005–present) - Ben Pringle – baix, vocalista (2002–2003, 2009–present) - Linus of Hollywood – guitarra, teclats (2008–present) | Antics membres - Charlie Dennis – baix, vocalista (1994–1998, 2005–2009) - Dave Ehrlich – guitarra (1997–2003) - Pete Newbury – baix, vocalista (1998–1999) - Marko 72 – baix (1999) - Justin Fisher – baix, vocalista, teclats (1999–2002) |

## Discografia
Àlbums d'estudi
- Nerf Herder (1996) My Records / Arista Records
- How to Meet Girls (2000) Honest Don's Records
- American Cheese (2002) Honest Don's Records
- Nerf Herder IV (2008) Oglio Records
- Rockingham (2016) Golfshirt Records

Extended plays
- El meu EP (2001) My Records
- High Voltage Christmas Rock (2002) autoeditat

Singles
| Any  | Cançó                | Billboard EUA | Àlbum             |
| ---- | -------------------- | ------------- | ----------------- |
| 1996 | "Van Halen"          | 35            | Nerf Herder       |
| 1997 | "Sorry"              | -             | Nerf Herder       |
| 2000 | "Courtney"           | -             | How To Meet Girls |
| 2002 | "Mr Spock"           | -             | American Cheese   |
| 2007 | "Led Zeppelin Rules" | -             | IV                |
| 2016 | "At The Con"         | -             | Rockingham        |
| 2016 | "Ghostbusters III"   | -             | Rockingham        |
| 2016 | "Doctor Who"         | -             | Rockingham        |

Aparicions en àlbums recopilatoris
A continuació es detallen cançons que han aparegut en recopilacions que no s'han publicat en cap dels àlbums o EPs de la banda 
- Happy Meals: A Smorgasbord of My Fav Songs (1996) My Records – "Sorry" (versió alt)
- Banda sonora de BASEketball (1998) Mojo/Universal - "Don't Hate Me (Because I'm Beautiful)"
- Shot Music For Short People (1999) Fat Wreck Chords - "Doin 'Laundry"
- Metal Rules: Tribute to Bad Hair Days (1999) Priority Records - "Kiss Me Deadly"
- Buffy the Vampire Slayer: The Album (1999) TVT Records - "Buffy the Vampire Slayer Theme"
- Happy Meals Vol. 2 - The Perfect Marriage (2001) My Records - "Hospital"
- Happy Meals Volum 3 (2002) My Records - "Jacket"
- Banda sonora original de la pel·lícula That Darn Punk (2002) Kung Fu Records - "Siegfried and Roy"
- Bad Scene, Everyone's Fault: Jawbreaker Tribute (2003) Dying Wish Records - "Chesterfield King"
- Wrecktrospective (2009) Fat Wreck Chords - "5000 Ways to Die" (demo)
- Have a Crappy Summer (2012) Crappy Records - "I'm the Droid You're Looking For"
- Dog Songs (2017) - "Gary and the Princess"